# Aryana Engineer
Aryana Engineer (* 6. März 2001 in Vancouver, British Columbia) ist eine kanadische Kinderdarstellerin iranisch-schottischer Abstammung. Internationale Bekanntheit erlangte sie durch die Rolle der Maxine Coleman in dem 2009 entstandenen Horrorfilm Orphan – Das Waisenkind.

## Biografie
Aryana Engineer wurde von ihrer Nachbarin Brenda Campbell entdeckt, als sie mit ihrer gehörlosen Mutter kommunizierte. Aryanas Hörvermögen ist ebenfalls stark beeinträchtigt und ihre flüssige Gebärdensprache machte es ihr möglich, die Rolle der Maxine Coleman auszufüllen. 2012 war sie neben Milla Jovovich im 3D-Science-Fiction-Action-Horrorfilm Resident Evil: Retribution in der Rolle der Becky zu sehen.

## Filmografie
- 2009: Orphan – Das Waisenkind (Orphan)
- 2012: Resident Evil: Retribution
- 2015: Dreaming of Peggy Lee (Kurzfilm)